# Gat (kibboutz)
Pour les articles homonymes, voir Gat.
Gat (גַּת) était un kibboutz créé en 1934 dans le Néguev du nord. 

## Histoire
Le kibboutz est fondé en 1934 par des Polonais, Yougoslaves et Autrichiens.
En 1949, les habitants du village arabe voisin d'Irak Al-Manshiyya ont été expulsés et certaines de leurs terres ont été transférées au Kibbutz Gat.
Le nom du kibboutz est dérivé de la ville philistine de Gath, qui aurait été dans le même secteur général. Également de la même source est la ville de Kiryat Gat.